# فابيان جيرستير
فابيان جيرستير (بالألمانية: Fabian Gerster)‏ هو لاعب كرة قدم ألماني في مركز ظهير ‏، ولد في 29 ديسمبر 1986 في باد زاولغاو في ألمانيا. لعب مع شتوتغارت كيكرز.

## وصلات خارجية
- فابيان جيرستير على موقع قاعدة بيانات كرة القدم.إي يو (الإنجليزية)
- فابيان جيرستير على موقع بيانات كرة القدم. دي إي (الألمانية)
- فابيان جيرستير على موقع عالم كرة القدم.نت (الإنجليزية)